# Gonimbrasia conradsi
Gonimbrasia conradsi is een vlinder uit de familie nachtpauwogen (Saturniidae), onderfamilie Saturniinae.
De wetenschappelijke naam van de soort is voor het eerst geldig gepubliceerd door Rebel in 1906.